# 인트
인트마스터 (본명:박주영, 1990년 4월 20일 ~ )은 대한민국의 방송인, 게임 전문 해설자이다.
온게임넷의 예능 프로그램 중 하나인 양민이 뿔났다의 진행자로 알려지기 시작하였다. 방송을 시작하기 전에는 아프리카TV에서 BJ로 활동하였으며 현재는 활동을 거의 안하고있다.
방송에서는 인트, 인트마스터라는 예명을 사용하기도 한다.